# Глодово (Бердянский район)
Глодово (укр. Глодове) — село,
Карло-Марксовский сельский совет,
Бердянский район,
Запорожская область,
Украина.
Код КОАТУУ — 2320682502. Население по переписи 2001 года составляло 104 человека.

## Географическое положение
Село Глодово находится на правом берегу реки Берда,
выше по течению на расстоянии в 2,5 км расположено село Калайтановка,
ниже по течению на расстоянии в 0,5 км расположено село Троицкое,
на противоположном берегу — село Новосолдатское.
По селу протекает пересыхающий ручей с запрудой.

## История
- 1836 — дата основания.